# Karol Pádivý

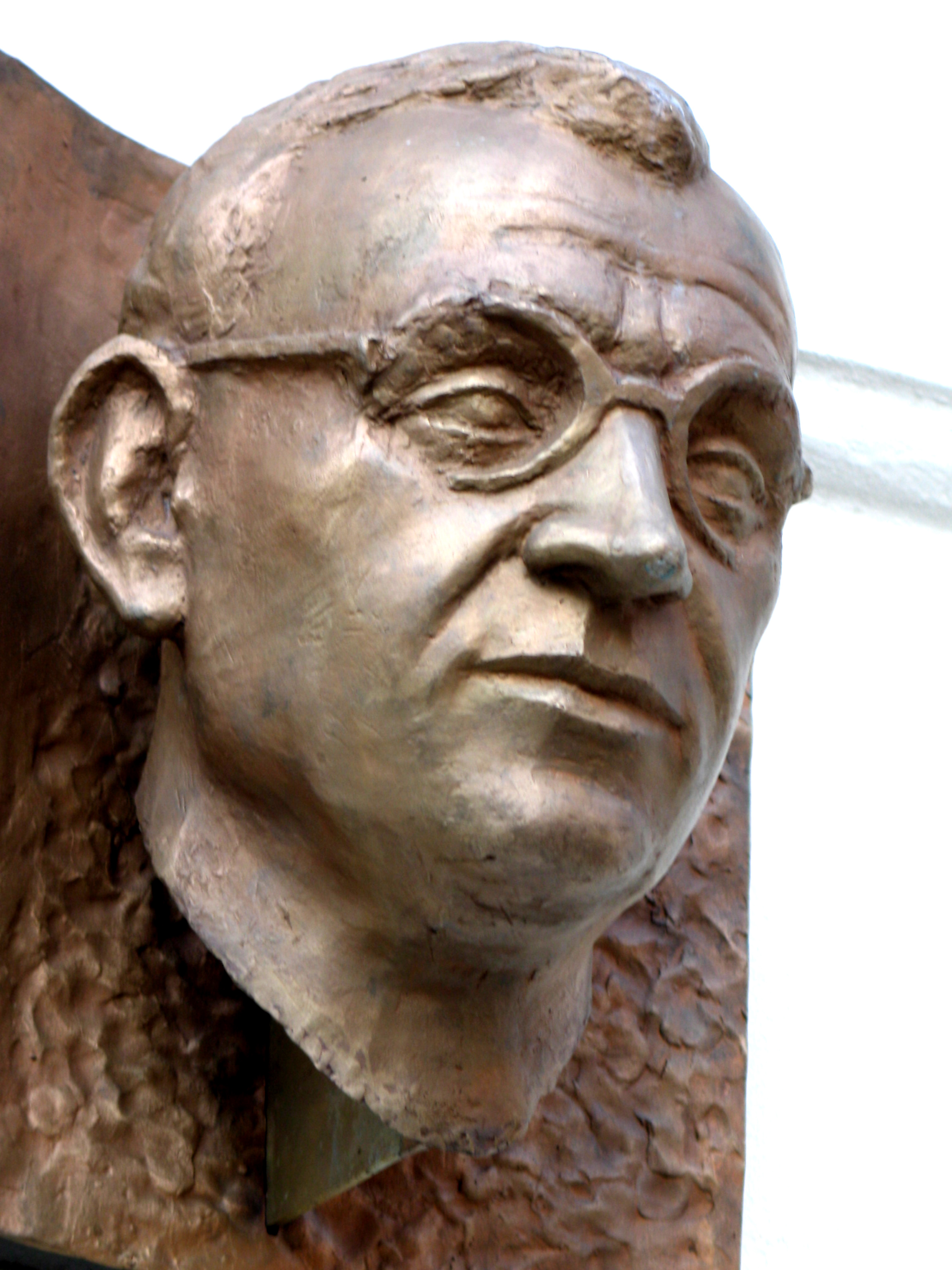
Karol Pádivý

Karol Pádivý (Dolní Cerekev, 10 oktober 1908 – Trenčín, 25 september 1965) was een Tsjechisch componist, muziekpedagoog en dirigent. Hij was het vijfde kind uit het huwelijk van Joseph Pádivý en zijn echtgenote Maria. Joseph Pádivý was een geleerde kleermaker, had een kleine boerderij en was dirigent van de plaatselijke blaaskapel.

## Levensloop
Pádivý werd in een muzikale familie geboren en kreeg van zijn vader de eerste muziekles. Als jonge muzikant ging hij in militaire dienst in de muziekkapel van het Infanterie-Regiment nr. 31 in Jihlava. Later vertrok hij naar Sibiu, toen Hermannstadt, en werd aldaar lid van de Militaire muziekkapel van het Infanterie-Regiment nr. 10. Tegelijkertijd was hij violist in het stedelijk symfonieorkest van Hermannstadt. In 1925 werd de naam van het militaire orkest veranderd in Muziekkapel van het Infanterie-Regiment nr. 90. Met dit orkest speelde hij zomers in de Roemeense hoofdstad Boekarest. Op basis van de zeer gemengde bevolking van Hermannstadt werd Pádivý ook muzikaal beïnvloed en gestimuleerd door de Roemeense, Hongaarse, Roma en Saksische folklore. In deze tijd ontstonden onder andere de Drie Roemeense dansen.
Op 10 januari 1928 werd hij in Trenčín lid van de "Muziekkapel van het 17e Regiment te voet". In deze tijd studeerde hij harmonie en instrumentatie. In 1931 nam hij in de rang van sergeant ontslag. Hij verbleef in Trenčín. Hij werkte in de administratie van het bedrijf Engel Paw, een groothandel voor glas. Pádivý richtte hij zijn eigen dansorkestje op. In 1940 huwde hij met Pavla Božíkov; samen hadden zij drie zonen Jaroslav (1940), Juraj (1944) en Pavel (1951).
In 1941 werd zijn leven als muzikant en componist geweldig veranderd. De textielfabriek "Thiberghien zoon" (later: Merina) richtte een blaasorkest op en gaf jonge werknemers de gelegenheid blaasinstrumenten te spelen. Het harmonieorkest telde 60 tot 80 leden. Voor de initiator van dit idee, de directeur Adalbert Gräfinger, schreef Karol Pádivý de mars Pochod textilákov (Mars van de textielarbeiders). Later maakte deze mars hem internationaal bekend. Voor het harmonieorkest schreef hij oefeningen, toonladders en andere pedagogische werken, omdat er geen vergelijkbare literatuur was. Daaruit is in het loop der jaren "Zborová škola" ontstaan, een soort methode voor blaasorkest en toen nog heel uniek op dit terrein.
In 1943 werd hij ondernemer en eigenaar van een groothandel in glas in het midden van Hronská Dúbrava in de Okres Žiar nad Hronom. Tegelijkertijd bereidde hij de druk van zijn methode voor blaasorkest "Zborová škola" door de muziekuitgeverij Martin voor. In 1952 werd hij in deze uitgeverij ook redacteur en in deze tijd werden vele composities voor harmonie en fanfare gepubliceerd. Pádivý raakte in contact met de toenmalige chef-dirigent van het Centrale muziekschool van het leger van Tsjecho-Slowakije Jindřich Praveček. Samen schreven zij een Inštrumentáciu pre dychovú hudbu (Instrumentatieleer voor blaasmuziek), die gepubliceerd werd.
In 1953 begon Pádivý in Bratislava te werken met artistieke creativiteit. Hij richtte een systeem op van langlopende opleidingen voor dirigenten van HaFa-orkesten en componisten en verbeterde ermee de kwaliteit van de harmonieorkesten. Naast zijn Inštrumentáciu pre dychovú hudbu (Instrumentatieleer voor blaasmuziek) publiceerde hij ook Náuku o nástrojoch (Aanleiding voor de behandeling van de instrumenten) en werkbladen voor de transpositie van muziek. In Bratislava ontstonden vele composities. Aan het begin van de jaren 1960 gebruikte hij verdere thema's uit de folklore en schreef de 1e en 2e Slowaakse dans en vooral Kubranské veselie. Alle werken die gebaseerd zijn op volksliederen en dansen hebben een gemeenschappelijk kenmerk, het respect voor de volksliederen, een kleurrijke harmonische structuur en een succesvolle instrumentatie.
In 1962 vertrok hij opnieuw naar Trenčín en werkte aldaar als docent in de muziekschool. Hij was de eerste leraar in een pas opgerichte afdeling voor blaasinstrumenten. Pádivý bleef in Trenčín tot zijn overlijden in 1965. Pas een jaar na zijn dood werd het festival Pádivý Trenčín door de stad opgericht. Op 20 mei 2004 werd Pádivý postuum onderscheiden door de president van Slowakije Rudolf Schuster met het Kruis van de president van de Slowaakse Republiek voor belangrijke bijdragen aan de ontwikkeling van cultuur en kunst.

## Composities

### Werken voor harmonieorkest
- 1949 Sobášne piesne z Hostia (Huwelijksliederen), folkloristische fantasie[1][2]
- Album für das erste Konzert
- Na brehoch Oravy (Aan de oevers van de Orava), concertwals
- Biela Pani
- Detskú suitu
  1. Naháňačka
  2. Hra s panenkami
  3. Hra na vojakov
- Dole Váhom
- suitu Tri skladby pre dychový orchester – (Drie stukken), suite voor harmonieorkest
  1. Prelúdium
  2. Serenáda
  3. Tanec
- Drie Roemeense dansen
  1. Sarba
  2. Hora
  3. Hategana[3]
- Entlang dem Váh
- Fašiangový valčík, wals
- Für meine Liebste
- Heimatgrüße
- Hore Váhom
- Intermezzo Lúčne kvety
- Intermezzá Na rakete
- Intrade
- Kubranské veselie
- Lustiges Wettrennen
- Melancholický valčík, wals
- Motýle
- Musikantentraum
- Mutěnická polka[4]
- Okolo Súče
- Predohra ku slávnosti (Feestouverture)
- Predohra Rušaj junač
- Pochod textílákov (Textilaku)[5]
- Pozor na vlak
- Rehak
- Sedliacká[6]
- Slniečko vychodí
- Slovanský pochod[7]
- Starodávna Mazurka
- Starý náš
- Súčanská mazurka
- Súčanské čardáše
- Tarantela Na ihrisku
- Vajnorská polka
- Veselé preteky
- Vlasti zdar, mars
- Wiesenblumen
- Záhorácky tanec